# Autonne
L'Autonne est une  rivière du sud-ouest de la France, sous-affluent de la Garonne par le Lot et le ruisseau du Pic.

## Géographie
De 9,7 km de longueur, l'Autonne prend sa source dans le département de Lot-et-Garonne commune de Sainte-Colombe-de-Villeneuve et se jette en rive droite dans le ruisseau du Pic sur la commune du Temple-sur-Lot.

### Départements et communes traversées
- Lot-et-Garonne : Dolmayrac, Sainte-Colombe-de-Villeneuve, Le Temple-sur-Lot, Allez-et-Cazeneuve, Saint-Étienne-de-Fougères.

## Principaux affluents
- Ruisseau de Limousis : 2,3 km
- Ruisseau de Malefrague : 2,8 km
- Ruisseau de Lamaurelle : 2,5 km